# Slam / Out Here
„Slam” / „Out Here” – czwarty singel z albumu australijsko–brytyjskiego zespołu Pendulum pt. Hold Your Colour. Został wydany 19 września 2005 przez wytwórnię Breakbeat Kaos. Singel notowany był na trzydziestym czwartym miejscu brytyjskiej listy przebojów.

## Teledysk
Reżyserem teledysku do utworu „Slam” jest Adam Brown. Ukazuje mężczyznę tańczącego na ulicy do utworu odtwarzanego z magnetofonu.

## Lista utworów
12" Vinyl Single, Picture Disc
(wydany 19 września 2005)
A „Slam” – 5:45
AA „Out Here” – 6:07
CD Single
(wydany 19 września 2005)
1. „Slam” (radio edit) – 3:35
2. „Slam” (original) – 5:45
3. „Out Here” – 6:07

## Notowania na listach przebojów
| Lista                             | Najwyższa pozycja |
| --------------------------------- | ----------------- |
| Wielka Brytania (Singles Top 100) | 34                |